# Гиацинтоидес неописанный
Гиацинтоидес неописанный (устар. Эндимион неописанный) (лат. Hyacinthoides non-scripta) — многолетнее луковичное травянистое растение, вид рода Гиацинтоидес (Hyacinthoides) семейства Спаржевые (Asparagaceae). Встречается в атлантических регионах от северо-западной Испании до Британских островов, а также часто используется в качестве садового растения. Весной образует односторонние соцветия из 5-12 трубчатых душистых фиолетово-синих цветков с сильно загнутыми листочками околоцветника и 3-6 длинными линейными прикорневыми листьями.
Вид ассоциирован с древними лесами, где может доминировать в подлеске, так что способен производить ковры из фиолетово-синих цветов в «колокольчиковых лесах», но также встречается в более открытых местообитаниях в западных регионах. Вид охраняется законодательством Великобритании и в некоторых других частях ареала. Родственный вид, гиацинтоидес испанский, также был завезен на Британские острова и гибридизируется с гиацинтоидесом неописанным с образованием гибридного варианта Hyacinthoides × massartiana.

## Таксономия
Вид Hyacinthoides non-scripta был впервые описан Карлом Линнеем в его основополагающей работе 1753 года «Species Plantarum» как вид из рода Hyacinthus. Видовой эпитет — от латинского слова non-scriptus, что означает «без букв» или «без опознавательных знаков» и был предназначен для того, чтобы отличить это растение от персонажа из классической древнегреческой мифологии Гиацинта. Этот мифический цветок, который почти наверняка не был современным гиацинтом, вырос из крови умирающего принца Гиацинта. Его возлюбленный, бог Аполлон, пролил слёзы, отметив лепестки нового цветка буквами «AIAI» («увы») в знак своего горя.
В 1803 году Иоганн Центурий фон Гофманзег и Генрих Фридрих Линк перевели этот вид в род Пролеска (Scilla), а в 1849 году Кристиан Август Фридрих Гарке перевёл его в род Endymion (ныне синоним Hyacinthoides). Вид до сих пор широко известен как Scilla non-scripta или Endymion non-scriptus. В 1934 году Пьер Шуар перевёл этот вид в его нынешнее положение в роду Hyacinthoides. «Сцилла» — это оригинальное греческое название морского лука (Drimia maritima); Эндимион — персонаж греческой мифологии; Hyacinthoides означает «подобный гиацинту».
Типовой вид рода Hyacinthoides — H. hispanica, в то время как типовой вид рода Endymion был вид Scilla nutans, описанный Джеймсом Эдвардом Смитом в «English Botany» в 1797 году, который сейчас рассматривается как синоним Hyacinthoides non-scripta. Смит утверждал, что nutans («кивающий») — более подходящий видовой эпитет, чем non-scripta, который потерял свой первоначальный смысл, который в него вкладывал Линней, после отделения от первоначального родового названия «гиацинт», однако Международный кодекс ботанической номенклатуры (МКБН) требует использования самого старого видового названия, независимо от значения.
Бытовые названия Hyacinthoides non-scripta включают «дикий гиацинт», «цветок феи» и иногда (ошибочно) «колокольчик». Однако в ботанической науке термин «колокольчик» используется для обозначения колокольчика Campanula rotundifolia.

## Родственные виды
Hyacinthoides non-scripta образует кладу с тремя другими видами — H. hispanica, H. paivae и H. cedretorum — с центром ареала на Пиренейском полуострове. Hyacinthoides paivae встречается только на небольшой территории северо-западной Иберии (Галисия и соседние регионы Португалии), а Hyacinthoides cedretorum встречается в горных районах западной части Северной Африки (Марокко и Алжир). В пределах Иберии H. non-scripta и H. hispanica географически разделены рекой Дуэро. Род также включает ещё семь видов, в основном распространённых дальше на восток в Средиземноморском бассейне.

## Описание
Сравнение гиацинтоидеса неописанного (H. non-scripta) и гиацинтоидеса испанского (H. hispanica)

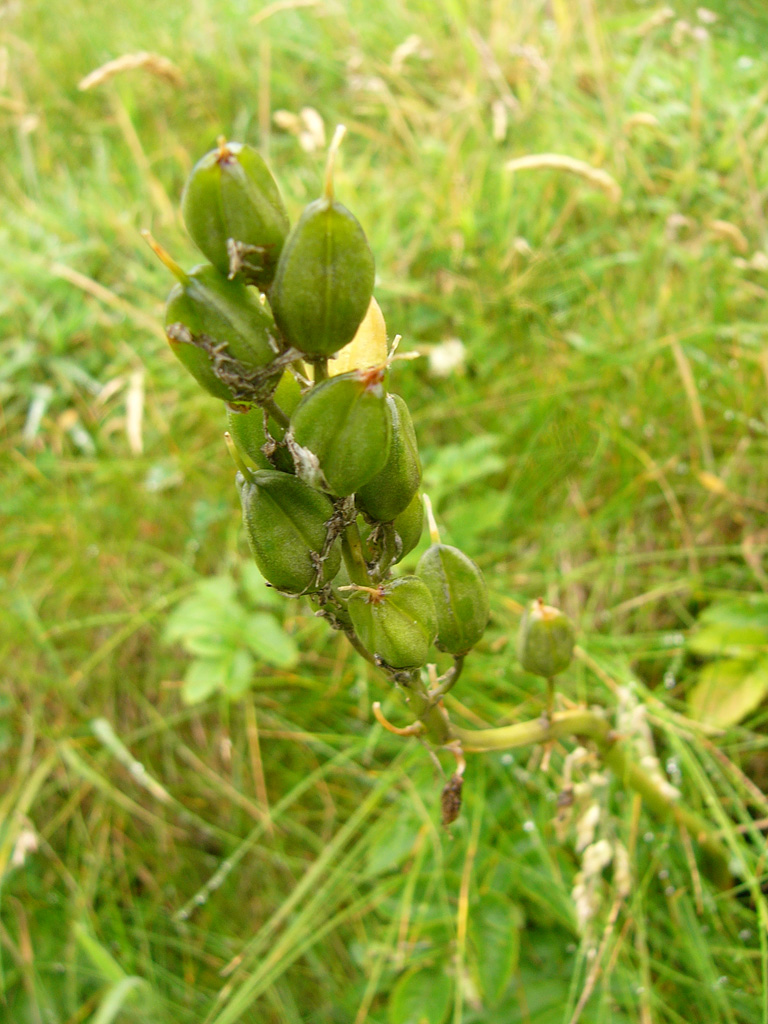
Плоды H. non-scripta

Гиацинтоидес неописанный — многолетнее луковичное растение. Выпускает 3-6 линейных листа шириной 7-16 мм, растущих от основания растения. Ниспадающее соцветие состоит из 5-12 (в исключительных случаях 3-32) цветков и расположено на прямостоячем стебле-цветоносе высотой до 50 см. Цветки расположены в виде односторонней кисти. Каждый цветок 14-20 мм (0,55-0,79 дюйма) в длину, с двумя прицветниками у основания, а шесть листочков околоцветника сильно загнуты на концах фиолетово-синие. Три тычинки во внешнем обороте слиты с околоцветником более чем на 75 % своей длины и несут пыльцу кремового цвета. Цветы сильно и сладко пахнут. Семена чёрные, прорастают на поверхности почвы.
Корни контрактильные: сокращаясь, они втягивают луковицы на глубину до 10—12 см, в более влажные слои почвы. Это может объяснить отсутствие растения в некоторых тонкослойных почвах на мелу в Юго-Восточной Англии, поскольку луковицы не могут проникать в достаточно глубокие почвенные слои.
Гиацинтоидес неописанный отличается от Гиацинтоидеса испанского, который встречается как интродуцированный вид на Британских островах, несколькими чертами. Гиацинтоидес испанский имеет более светлые цветки, расположенные в радиально-симметричных кистях; их листочки околоцветника менее изогнуты и имеют лишь слабый запах. Наружные тычинки сросшиеся с листочками околоцветника менее чем на 75 % своей длины, а пыльники того же цвета, что и листочки околоцветника. Считается, что эти два вида разошлись 8 тыс. лет назад. Эти два вида легко гибридизуются, давая плодородное потомство, известное как Hyacinthoides × massartiana; гибриды занимают промежуточное положение между родительскими видами, образуя спектр вариаций, который связывает эти два вида.

## Распространение, местообитание и экология
Местообитание гиацинтоидеса неописанного
Гиацинтоидес неописанный произрастает в западных частях атлантического побережья Европы, от северо-западной Испании и северо-западной Португалии до Нидерландов и Британских островов. Встречается в Бельгии, Великобритании, Франции, Ирландии, Португалии, Нидерландах и Испании, а также встречается как натурализованный вид в Германии, Италии и Румынии. Он также был занесён и может быть высокоинвазивным видом в различных частях Северной Америки, как на Тихоокеанском Северо-Западе (Британская Колумбия, Вашингтон и Орегон), так и в районе Великих озёр (Онтарио, Нью-Йорк, Огайо и Пенсильвания) и других частях. США (Вирджиния, Кентукки и Индиана).
Несмотря на широкое распространение вида, наибольшей плотности он достигает на Британских островах, где «колокольчиковые леса» (лесные массивы с преобладанием этого цветущего растения весной) являются привычным зрелищем. Гиацинтоидес неописанный встречается на всей территории Британских островов, за исключением северных Внешних Гебридских островов (Льюис-энд-Гаррис), Оркнейских и Шетландских островов. По оценкам 25-50 % общего количества экземпляров вида растут именно на Британских островах.
Гиацинтоидес неописанный встречается в различных типах лиственных лесов на большей части своего ареала. Он цветёт и распускается до того, как поздней весной закрывается лесной полог. Вид также можно найти растущим под папоротником орляком обыкновенным или рейнутрией японской, многолетними растениями, которые также образуют насаждения с густым летним пологом. Наиболее успешны растения на слабокислых почвах; та же ниша в щелочных условиях может быть занята другими видами, такими как пролесник многолетний. Поскольку вид адаптирован к лесным массивам, молодые побеги способны проникать сквозь толстый слой опавшей листвы. Гиацинтоидес неописанный часто используется в качестве индикаторного вида для идентификации древних лесов. Цветы также часто встречаются в живых изгородях, а на западе ареала растения можно найти растущими в открытых местообитаниях, включая прибрежные луга. Цветки богаты пыльцой и нектаром и в основном опыляются шмелями, хотя их также посещают различные другие насекомые. Гиацинтоидес неописанный является хозяевом паразитического гриба Uromyces muscari, вызывающего ржавчину колокольчика. Способность гиацинтоидеса неописанного поглощать фосфор из почвы значительно повышается за счёт присутствия арбускулярной микоризы в его корнях.

## Охранный статус
Гиацинтоидес неописанный не защищён международным правом, таким как СИТЕС или Директива ЕС о местообитаниях.
В Великобритании вид является охраняемым в соответствии с Законом 1981 года о дикой природе и сельской местности. Землевладельцам запрещено вывозить цветы со своей земли для продажи, а удаление луковиц является уголовным преступлением. Законодательство было усилено в 1998 году в соответствии с Приложением 8 Закона, согласно которому любая торговля луковицами или семенами гиацинтоидеса неописанного считается правонарушением, наказуемым штрафом в размере до 5 тыс. фунтов стерлингов за луковицу. Этот вид не охраняется в Ирландии.
Во Франции растение в основном распространено в северной половине страны. Он не защищён законом на национальном уровне, но защищён во многих департаментах по краю ареала (департаменты Коррез, Луаре, Жиронда, Ло и Гаронна, Дордонь, Шер, Эр и Луар, Эндр и Луара, Луар и Шер). В Валлонии вид охраняется Приложением VII Закона о сохранении природы.

## Использование

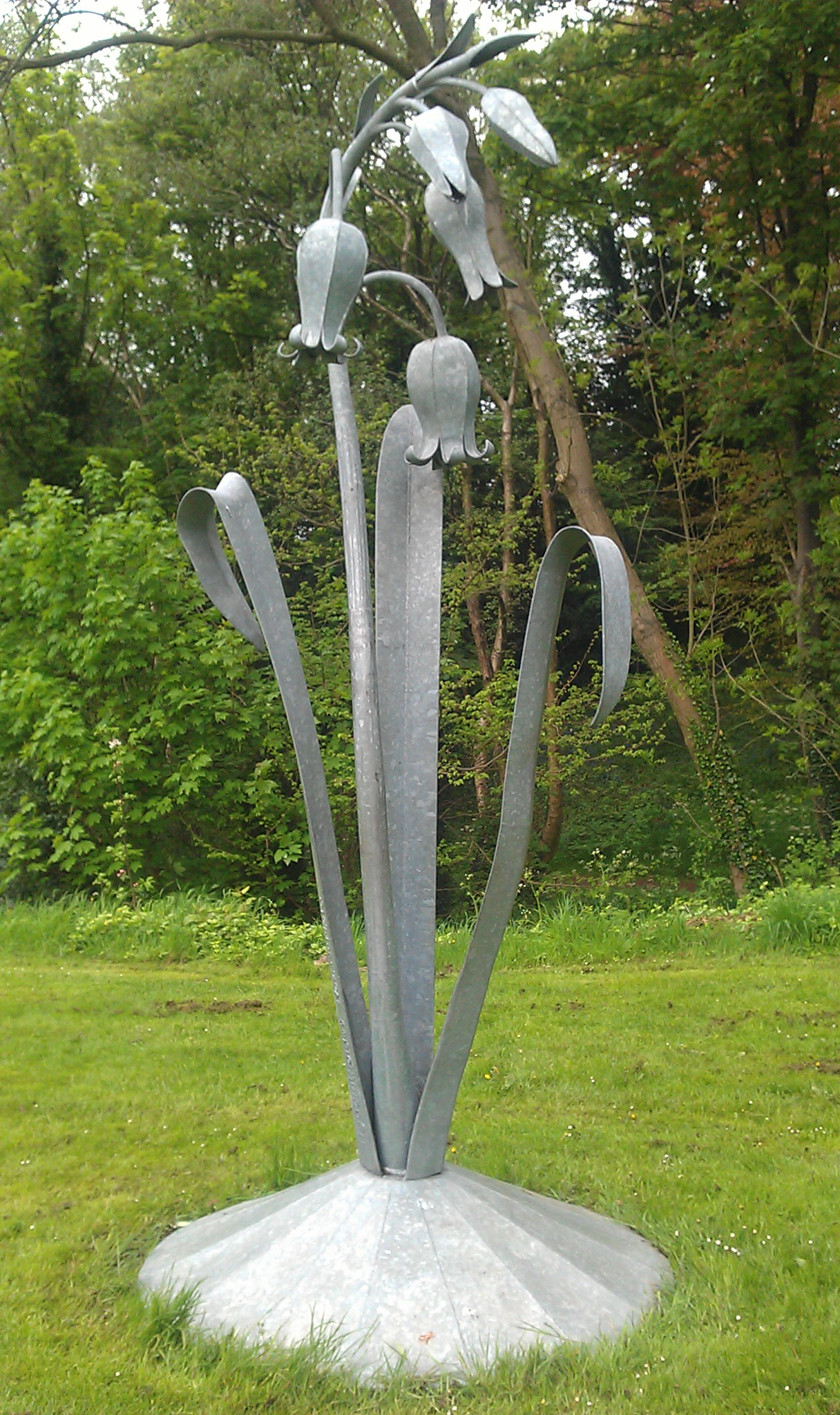
Скульптура Тимоти Толкина «Bluebell» (2008), Уэст-Бромидж

Гиацинтоидес неописанный широко используется в качестве декоративного растения либо среди деревьев, либо в травяных бордюрах. Гиацинтоидесы цветут одновременно с гиацинтами, нарциссами и некоторыми тюльпанами. Их способность к вегетативному размножению с использованием смещений луковиц и семян означает, что растения могут быстро распространяться и могут становиться сорняками.
Как и другие представители рода, гиацинтоидес неописанный, особенно луковицы, обычно считается токсичным. Луковицы этого вида синтезируют широкий спектр химических веществ с потенциальными лечебными свойствами: они содержат не менее 15 биологически активных соединений, которые могут обеспечить им защиту от насекомых и животных. Некоторые экстракты — водорастворимые алкалоиды — аналогичны соединениям, протестированным для использования в борьбе с ВИЧ и раком. Луковицы растения используются в народной медицине как средство от белей, а также как мочегонное или кровоостанавливающее средство, в то время как сок может использоваться как клей.
Гиацинтоидес неописанный, или «английский колокольчик», можно считать «любимым цветком» Великобритании. Когда благотворительная организация по защите диких растений Plantlife организовала в 2004 году опрос, чтобы найти любимый цветок для каждого округа страны, она даже решила запретить избирателям выбирать этот цветок, потому что он был первым выбором в предыдущем опросе «любимого цветка» страны. Стилизованный «английский колокольчик» используется в качестве логотипа Ботанического общества Великобритании и Ирландии.